# Alexandra Kröber

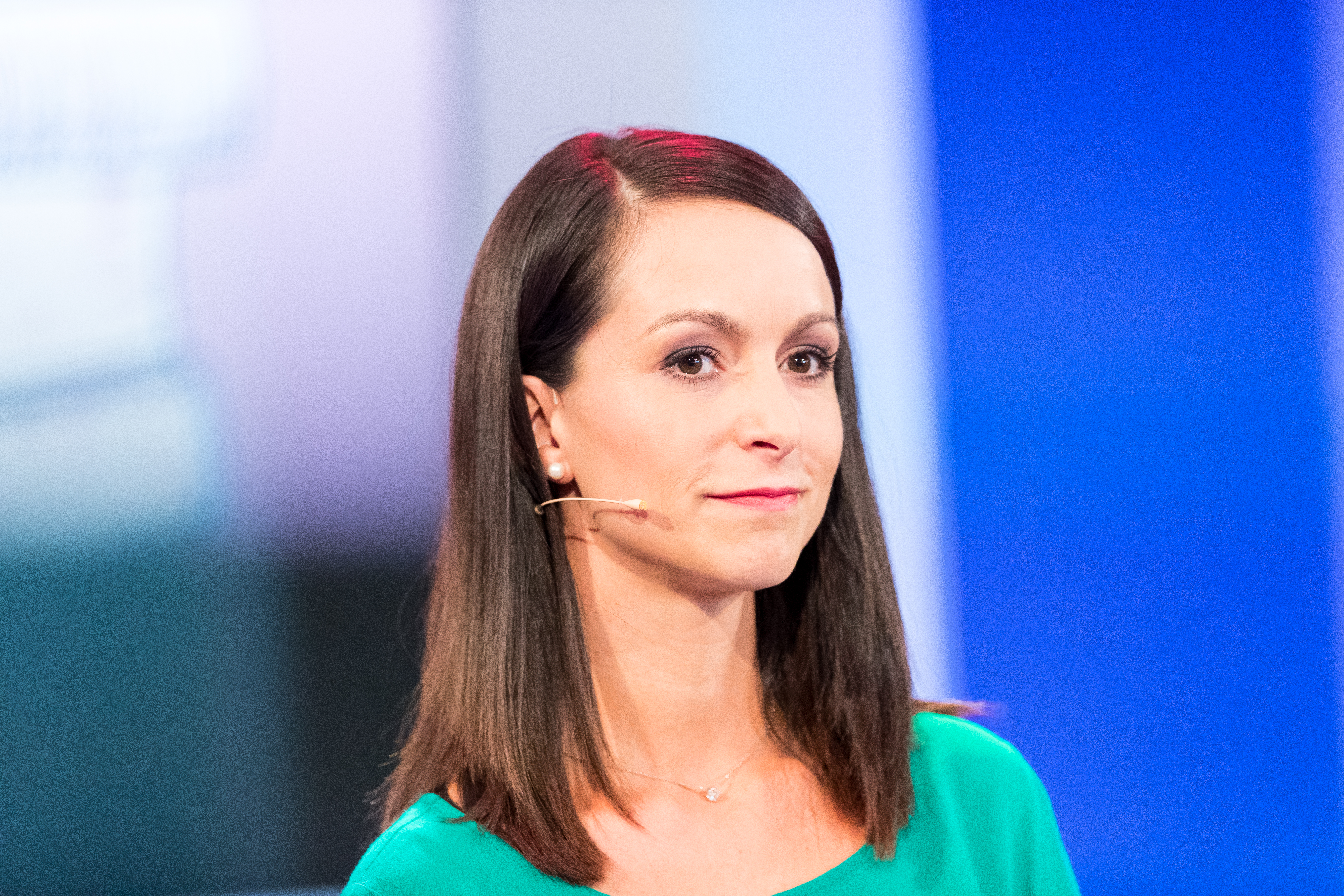
Alexandra Kröber (2018)

Alexandra Kröber (geboren 18. April 1982 in Berlin) ist eine deutsche Fernsehmoderatorin.

## Leben
Kröber wuchs in einer ländlichen Gegend in Mecklenburg auf und studierte in Berlin Kunstgeschichte (2002–2004), Germanistik und Sozialpädagogik ( 2004–2011). Während des Studiums absolvierte Kröber Praktika bei der Schweriner Volkszeitung sowie in der Redaktion verschiedener Pro7-Magazine. Während des Studiums nahm sie zusätzliches Sprechtraining, Schauspielunterricht und absolvierte Lehrgänge in Moderation.
Erste Erfahrungen im Fernsehen machte Kröber im Frühstücksfernsehen von Sat.1. Seit 2017 moderiert sie auf 3sat das Wissenschaftsmagazin nano. 2020 moderierte sie erneut die Nachrichten im Sat.1-Frühstücksfernsehen.